# 二重交換団
数学の代数学の分野において、ある（多元環や群のような）半群の部分集合 S の二重可換子環（にじゅうかかんしかん、英: bicommutant）とは、その部分集合の可換子環の可換子環のことを言う。双可換子環や第二可換子環とも呼ばれ、{\displaystyle S^{\prime \prime }} と表記される。
二重可換子環は、作用素環の代数的構造と解析的構造
とを関連付けるフォン・ノイマンの二重可換子環定理の存在により、作用素論の分野において特に有用となる。特に、M をあるヒルベルト空間 H に対するC*-環 B(H) 内の単位的（unital）な自己共役作用素環とすると、M の弱閉包と強閉包および二重可換子環は等しくなる。このことから、B(H) のある単位的なC*-部分環 M がフォン・ノイマン環であるための必要十分条件は、{\displaystyle M=M^{\prime \prime }} であることが分かる。またこの等式が成り立たないなら、フォン・ノイマン環が {\displaystyle M^{\prime \prime }} を生成する。
S の二重可換子環は常に S を含む。したがって {\displaystyle S^{\prime \prime \prime }=(S^{\prime \prime })^{\prime }\subseteq S^{\prime }} が成立する。一方、{\displaystyle S^{\prime }\subseteq (S^{\prime })^{\prime \prime }=S^{\prime \prime \prime }} も成立する。したがって {\displaystyle S^{\prime }=S^{\prime \prime \prime }} が成り立ち、S の二重可換子環の可換子環は、S の可換子環と等しいことが分かる。帰納的に、次が成り立つ。
{\displaystyle S^{\prime }=S^{\prime \prime \prime }=S^{\prime \prime \prime \prime \prime }=\ldots =S^{2n-1}=\ldots }
および
{\displaystyle S\subseteq S^{\prime \prime }=S^{\prime \prime \prime \prime }=S^{\prime \prime \prime \prime \prime \prime }=\ldots =S^{2n}=\ldots }
ただし n > 1 とする。
S1 および S2 をある半群の部分集合とすると、次が成り立つのは明らかである。
{\displaystyle (S_{1}\cup S_{2})'=S_{1}'\cap S_{2}'.}
また {\displaystyle S_{1}=S_{1}''\,} および {\displaystyle S_{2}=S_{2}''\,} を仮定すると（これは例えばフォン・ノイマン環に対して成り立つ）、上の等式より次式が得られる。
{\displaystyle (S_{1}'\cup S_{2}')''=(S_{1}''\cap S_{2}'')'=(S_{1}\cap S_{2})'.}